# ココロオドル
「ココロオドル」は、nobodyknows+の楽曲で、3枚目のシングル。2004年5月26日に ソニー・ミュージックアソシエイテッドレコーズから発売された。

## 概要
表題曲の「ココロオドル」はテレビ東京系アニメ『SDガンダムフォース』の第2期エンディングテーマとなっており、初回生産限定盤には『SDガンダムフォース』のキャプテンガンダムの限定カラープラモデルが付属された。このシングルでグループ初のオリコントップ10入りを果たし、彼らのシングルでは最大のヒットを記録している。
PVの監督は若野桂が担当しており、2005年の『SPACE SHOWER Music Video Awards』でBREAKTHROUGH VIDEOを受賞している。
本楽曲で『第55回NHK紅白歌合戦』に初出演し、『第56回NHK紅白歌合戦』の『スキウタ〜紅白みんなでアンケート〜』では白組37位にランクインした。
発売から18年後の2022年6月10日に「THE FIRST TAKE」で披露したものが公開されてリバイバルヒットし、2022年6月29日に公開されたBillboard Japan Heatseekers Songsでは1位を獲得した。

## 収録曲
1. ココロオドル -original version-
  - DJ MITSUによれば、ビート部分は過去曲の「以来絶頂」のものを作り変えたもので、「ススミダス→」や「ポロン2」のメロディ感も踏襲したという。またラップについては「ひとり4小節で回していく」「とにかく韻を踏みまくる曲」というコンセプトで作られた[12]。
2. Theme from nobodyknows+ pt.7
3. オレ la 流 〜dreamin' day〜
  - ヤス一番?のソロナンバー。
  - 曲名のタイトルは当時中日ドラゴンズの監督であった落合博満の"オレ流”をもじったもの[13]。
4. ココロオドル -instrumental version-

## 収録作品
| 発売日         | タイトル                                                                                    | 規格品番   |
| -------------- | ------------------------------------------------------------------------------------------- | ---------- |
| 2004年6月30日  | オリジナルアルバム『Do You Know?』                                                          | AICL-1548  |
| 2004年7月7日   | DVD『出張ネバーランド@名古屋』                                                              | AIBL-9094  |
| 2004年12月1日  | 『SD ガンダムフォース オリジナル・サウンドトラック+』（ココロオドル -SD GUNDAMFORCE EDIT-） | SRCL-5849  |
| 2006年1月25日  | 『HIT STYLE』                                                                               | MHCL-777   |
| 2007年1月24日  | DVD『Nobodyknows+ tour 2006 "5MC & 1DJ" 〜くりぼうの面食い道中膝栗毛〜』                    | AIXL-3     |
| 2008年2月20日  | 『シュウカツ!!』                                                                            | MHCL-1288  |
| 2008年7月9日   | 『スプラッシュ!!』                                                                          | MHCL-1360  |
| 2009年3月11日  | ベストアルバム『Best of nobodyknows+』                                                      | AICL-1997  |
| 2010年2月24日  | 『GUNDAM 30th ANNIVERSARY GUNDAM SONGS 145』                                                | VTZL-30    |
| 2010年4月28日  | 『HOLIDAY tunes 〜おでかけモード』                                                          | MHCL-1754  |
| 2010年6月30日  | 『SUMMER SUNSHINE』                                                                         | MHCL-1776  |
| 2012年4月18日  | 『J-POP Navi music for driving』                                                            | MHCL-2035  |
| 2012年10月31日 | 『パーティーのうた』                                                                        | MHCL-2169  |
| 2013年5月22日  | 『ガチ夏〜真夏のJ-POPアンセム45曲!!〜』                                                     | GACH-13051 |
| 2013年12月25日 | 『クライマックス アニメ・ヒッツ』                                                           | MHCL-2411  |
| 2014年12月10日 | 『元気が湧いてくるうた』                                                                    | MHCL-2486  |
| 2016年3月30日  | 『アニソンLOVE! 蒼組』                                                                      | MHCL-2590  |

## カバー
| 発売日         | タイトル | 規格品番   |
| -------------- | --- | ---------- |
| 2006年3月24日  | 『SUPER TRANCE BABE〜gorgeous〜』（STRING）                                                                       | VICB-60013 |
| 2007年7月25日  | 『アニカペラVOL.3』（VOIX DOUCE）                                                                                 | TNCH-25    |
| 2009年4月1日   | 『EXIT TRANCE PRESENTS ウマウマできるトランスを作ってみた 4 ごらんの有様だよ』（Acid=Stone Valley feat.TAKANORI） | QWCE-00086 |
| 2010年12月15日 | 『JapaNation 2nd floor mixed by DJ KAYA』（DJ KAYA）                                                              | RZCD-46697 |
| 2012年3月21日  | 『こどもHIP HOP-STREET DANCE COVER-』（Jelly&Jam KIDS feat.REMI）                                                 | OVLC-31    |
| 2013年1月16日  | 『A GIRL↑↑ mixed by DJ和』（DJ和）                                                                                | AICL-2489  |
| 2015年7月15日  | 『サマパ!Summer Party mixed by DJ和』（DJ和）                                                                     | AICL-2900  |
| 2015年9月9日   | 『POP POP POP powered by 春香クリスティーン』（春香クリスティーン）                                               | JPCH-15091 |
| 2015年10月28日 | 『ハイパヨ△の青春J-RAP』（hy4_4yh）                                                                               | POCS-1357  |
| 2020年12月11日 | 『Good Luck Charm』（kiki vivi lily）                                                                             | -          |
| 2021年3月3日   | 『ピースピース』（スカイピース）                                                                                  | SRCL-11716 |
| 2021年7月21日  | 『D4DJ Groovy Mix カバートラックス vol.2』（Happy Around!）                                                       | BRMM-10366 |